# Dado Cavalcanti
Luis Eduardo Barros Cavalcanti (Arcoverde, 9 de julio de 1981), más conocido como Dado Cavalcanti, es un entrenador brasileño. Actualmente es entrenador de Náutico.

## Trayectoria

### Como jugador
| Club       | País   | Año         |
| ---------- | ------ | ----------- |
| Santa Cruz | Brasil | 1998 - 2000 |
| Náutico    | Brasil | 2000        |

### Como entrenador
| Club               | País   | Año           | PJ  | PG  | PE  | PP  | Rendimiento |
| ------------------ | ------ | ------------- | --- | --- | --- | --- | ----------- |
| Ulbra de Rondônia  | Brasil | 2006 - 2008   | ?   | ?   | ?   | ?   | ?           |
| Brazsat            | Brasil | 2008          | ?   | ?   | ?   | ?   | ?           |
| Santa Cruz         | Brasil | 2009 - 2010   | 24  | 12  | 4   | 8   | 55.56%      |
| América de Natal   | Brasil | 2010 - 2011   | 24  | 12  | 1   | 11  | 51.39%      |
| Central de Caruaru | Brasil | 2011          | 5   | 1   | 0   | 4   | 20%         |
| Icasa              | Brasil | 2011          | 7   | 1   | 2   | 4   | 23.81%      |
| Ypiranga           | Brasil | 2012          | 7   | 2   | 1   | 4   | 33.33%      |
| Luverdense         | Brasil | 2012          | 38  | 19  | 10  | 9   | 58.77%      |
| Mogi Mirim         | Brasil | 2013          | 21  | 13  | 4   | 4   | 68.25%      |
| Paraná Clube       | Brasil | 2013          | 38  | 16  | 9   | 13  | 50%         |
| Coritiba           | Brasil | 2014          | 11  | 6   | 3   | 2   | 63.64%      |
| Ponte Preta        | Brasil | 2014          | 12  | 4   | 5   | 3   | 47.22%      |
| Náutico            | Brasil | 2014          | 23  | 9   | 5   | 9   | 46.38%      |
| Ceará              | Brasil | 2015          | 9   | 5   | 3   | 1   | 66.67%      |
| Paysandu           | Brasil | 2015 - 2016   | 86  | 40  | 21  | 25  | 54.65%      |
| Paysandu           | Brasil | 2016          | 11  | 4   | 3   | 4   | 45.45%      |
| Náutico            | Brasil | 2017          | 7   | 2   | 1   | 4   | 33.33%      |
| CRB                | Brasil | 2017          | 16  | 7   | 4   | 5   | 52.08%      |
| Paysandu           | Brasil | 2018          | 31  | 14  | 7   | 10  | 52.69%      |
| Paraná Clube       | Brasil | 2018 - 2019   | 22  | 6   | 7   | 9   | 37.88%      |
| Ferroviária        | Brasil | 2020          | 7   | 2   | 3   | 2   | 42.86%      |
| Bahia              | Brasil | 2020 - 2021   | 51  | 21  | 11  | 19  | 48.37%      |
| Vitória            | Brasil | 2022          | 10  | 3   | 5   | 2   | 46.67%      |
| Vila Nova          | Brasil | 2022          | 7   | 0   | 4   | 3   | 19.05%      |
| Náutico            | Brasil | 2022-presente | 39  | 17  | 5   | 17  | 47.86%      |
| Total              | Total  | Total         | 506 | 216 | 118 | 172 | 50.46%      |

## Palmarés

### Como entrenador
| Título                         | Club              | País   | Año  |
| ------------------------------ | ----------------- | ------ | ---- |
| Campeonato Rondoniense         | Ulbra de Rondônia | Brasil | 2006 |
| Campeonato Rondoniense         | Ulbra de Rondônia | Brasil | 2007 |
| Campeonato Brasiliense Série C | Brazsat           | Brasil | 2008 |
| Campeonato Pernambucano        | Santa Cruz        | Brasil | 2009 |
| Campeonato Matogrossense       | Luverdense        | Brasil | 2012 |
| Campeonato Paraense            | Paysandu          | Brasil | 2016 |
| Copa Verde                     | Paysandu          | Brasil | 2016 |
| Copa Verde                     | Paysandu          | Brasil | 2018 |
| Campeonato Paraense            | Paysandu          | Brasil | 2018 |
| Copa do Nordeste               | Bahia             | Brasil | 2021 |